# Едмонд Хаджинасто

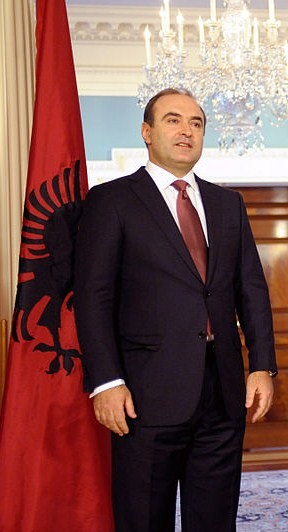
Едмонд Хаджинасто

Едмонд Хаджинасто (алб. Edmond Haxhinasto; нар. 16 листопада 1966, Тирана) — албанський політик. Міністр транспорту та інфраструктури з 15 вересня 2013.

## Біографія
Народився в Тирані 16 листопада 1966. Одружений, має дочку.
Він має ступінь бакалавра з англійської мови Тиранського університету, факультет історії та філології (1989). У 1996 році він отримав ступінь магістра в галузі виконавчого ділового адміністрування (Словенія), закінчив аспірантуру з державної політики Школи громадських та міжнародних відносин імені Вудро Вільсона Принстонського університету у 2000 році.
У 2004 році він був одним із засновників Соціалістичного руху за інтеграцію.
Між 2009 і 2010 він обіймав посаду заступника міністра громадських робіт і транспорту. Крім того, в період між 2010 і 2012 році він був міністром закордонних справ. З 2012 по 2013 — міністр економіки, торгівлі та енергетики.
У період з січня 2011 по квітень 2013 він був заступником прем'єр-міністра Албанії.
Раніше він займав кілька важливих посад, такі як представник Уряду з надзвичайних ситуацій (розгляд положення косовських біженців в Албанії), дипломатичний радник прем'єр-міністра Албанії та повірений у справах Посольства Албанії в Белграді.
Вільно говорить англійською та італійською мовами.